# 苧子園
苧子園，原寫為苧兒園，是臺灣新竹縣關西鎮的一個傳統地域名稱，位於該鎮中部偏西南。相較於今日行政區，其範圍大致為南新里東北部。

## 歷史
台灣清治末期至日治初期，苧子園地區為一街庄，稱為「苧兒園庄」，隸屬於竹北二堡。該庄昔日東北隔鳳山溪與十六張庄為界，東隔鳳山溪支流新城溪與老社藔庄為界，南邊為新城庄，西邊及北邊為燥坑庄。
1901年（日治明治三十四年）11月，全台廢縣廳改設二十廳，該庄隸屬於新竹廳。1909年（明治四十二年）10月，合併二十廳為十二廳，該庄隸屬不變。1920年（大正九年），廢十二廳改設五州二廳，該庄改制並雅化為「苧子園」大字，隸屬於新竹州中壢郡關西庄。1941年，關西庄升格為關西街。
戰後關西街改制為關西鎮，隸屬於新竹縣，大字亦改制為里。1950年桃、竹、苗分治，關西鎮隸屬不變。

## 交通
省道台3線俗稱「內山公路」，是台北至屏東的內陸縱貫幹道，大致以縱向蜿蜒經過苧子園地區東部邊界地帶，向北可前往關西市區、龍潭、大溪、三峽等地，向南可前往橫山、下公館、北埔、峨眉等地。